# Sigma2 Ursae Majoris
Título a ser usado para criar uma ligação interna é Sigma2 Ursae Majoris.
Sigma2 Ursae Majoris (13 Ursae Majoris) é uma estrela na direção da constelação de Ursa Major. Possui uma ascensão reta de 09h 10m 23.53s e uma declinação de +67° 08′ 03.3″. Sua magnitude aparente é igual a 4.80. Considerando sua distância de 67 anos-luz em relação à Terra, sua magnitude absoluta é igual a 3.25. Pertence à classe espectral F7IV-V.